# Коростелев, Николай Иванович
Николай Иванович Коростелев (1880/1883, Алапаевск,  — 28 марта 1919, Канск) — русский революционер, большевик, политический ссыльный, участник борьбы за власть Советов в Восточной Сибири.

## Биография
Родился в семье служащего конторы Алапаевского металлургического комбината в 1880 или 1883 году. Окончил городское училище, позже — железнодорожное. Творчество М. Горького сформировало большевистские взгляды, под влиянием которых в 1904 году Коростелев вступает в РСДРП. В 1905 году с началом русско-японской войны призван в армию. Службу проходил в Москве, во втором гренадерском Ростовском полку. Проводит активную работу в подпольной большевистской организации полка. 2 декабря 1905 года в полку началось восстание, восставшие избрали комитет, одним из членов которого был Н.И. Коростелев. Руководители восстания были арестованы, но Коростелеву удалось сбежать на Урал, где он скрывался под именем Михаила Дмитриевича Кретова. В Челябинске он уже под этим именем вновь арестован за активное участие в работе подпольной организации, и приговаривается к четырём годам каторги и пожизненной ссылке в Сибирь.
В декабре 1913 году направлен по этапу в ссылку в село Перовское Канского уезда. Здесь он познакомился с Марией Петровной Вохминой, политической ссыльной, активисткой большевистской партии, проходившей по одному процессу с Еленой Дмитриевной Стасовой. Вскоре молодые люди поженились, а в 1916 году у них родился сын Иван. 
В 1917 году, с началом революционных событий, Н.И. Коростелев возглавляет работу по организации уездного Совета крестьянских депутатов. Это был первый Совет в Енисейской губернии и второй, после Томского, в Сибири. Н.И. Коростелева избрали его председателем. 
Канский уездный совет одним из первых в Сибири принял решение о взятии власти в свои руки. 27 марта 1918 года Совет принял решение об обложении торговой и промышленной буржуазии города единовременным чрезвычайным налогом в размере 500 тысяч рублей, которые должны были пойти на развитие образования в уезде. 
Н.И. Коростелев избирается в состав Центросибири, где получает должность народного комиссара продовольствия Сибири. 
29 мая 1918 года части чехословацкого легиона подняли восстание в Канске. Коростелев в этот момент находился в Иркутске, и был арестован белочехами в Нижнеудинске. 
Коростелев был повешен на центральной, Базарной площади Канска в ночь с 27 на 28 марта 1919 года вместе со своим помощником М.Д. Степановым. 

## Память
29 мая 1920 года Коростелева перезахоронили в городском сквере. Базарная площадь Канска была переименована в честь Коростелева. 